# بليغو
بلدية بليغو (بالإسبانية: Pliego) هي بلدية تقع في منطقة مرسية جنوب شرق إسبانيا.

## الديموغرافيا
بلغ عدد سكان بلدية بليغو 4.027 نسمة عام 2011 (وفقاً للمعهد الوطني الإسباني للإحصاء).
| 3.373 | 3.401 | 3.417 | 3.507 | 3.864 | 4.034 | 4.027 |